# Frontière entre le Gabon et Sao Tomé-et-Principe
La frontière entre le Gabon et Sao Tomé-et-Principe consiste en un segment maritime dans le Golfe de Guinée. Cette frontière est régie par un traité signé à Sao Tomé le 26 avril 2001.
La frontière se base sur les contours du Gabon formalisé par les caps Estérias et Lopez. Les segments maritimes linéaires sont définis par sept points de coordonnées individuels.
- Point 1 : 0° 44′ 03″ N, 8° 14′ 00″ E
- Point 2 : 0° 34′ 00″ N, 8° 11′ 15″ E
- Point 3 : 0° 00′ 05″ S, 7° 50′ 28″ E
- Point 4 : 0° 17′ 38″ S, 7° 41′ 21″ E
- Point 5 : 0° 25′ 45″ S, 7° 37′ 42″ E
- Point 6 : 0° 52′ 51″ S, 7° 28′ 25″ E
- Point 7 : 1° 28′ 47″ S, 7° 16′ 16″ E

Le tripoint maritime Nord entre Guinée équatoriale-Gabon-Sao Tomé-et-Principe n'est pas clairement défini tout comme le tripoint Sud avec le Cameroun.